# 伊蘇斯戰役
36°50′16″N 36°12′40″E / 36.837894°N 36.211109°E

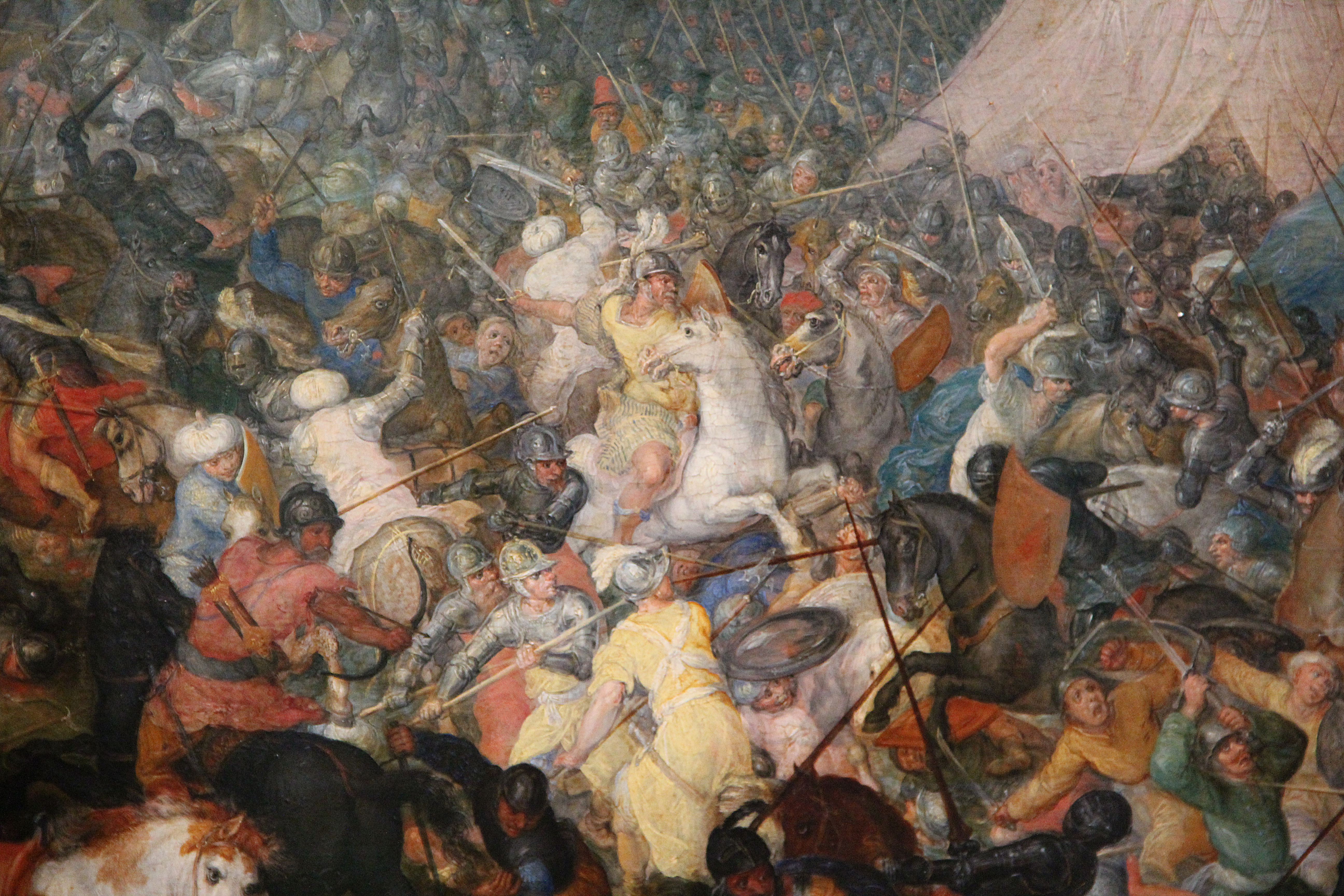
伊蘇斯戰役, 卢浮宫.

伊蘇斯戰役（Battle of Issus），發生在前333年11月的安那托利亞西南方。年輕的亞歷山大大帝率領馬其頓軍入侵至此，並擊敗數量比他多一倍的波斯大流士三世軍，是亞歷山大東征第二場重要戰役。
在亞歷山大於格拉尼庫斯河戰役成功擊敗波斯總督後，繼續進軍至小亞細亞西南部。而大流士三世率領從帝國各地招集的大軍，進駐索契，但馬其頓並沒有出擊迎戰，大流士三世於是進軍伊蘇斯，從後方切斷馬其頓聯軍的補給線，迫使亞歷山大回頭與波斯軍交戰，戰場在皮納魯斯河河口，位於伊蘇斯村落的南方。
亞歷山大擔憂人數眾多的波斯軍隊會從左方側翼進行包抄，為了確保左翼安全，命令部隊沿著海岸前進。又因波斯軍先到達戰場並佔據有利的位置，使馬其頓必須朝陡峭的河岸進攻。然而波斯兵力上的佔優並沒有為波斯帶來勝利，波斯步兵素質的低劣斷送了整場戰事，讓亞歷山大成功突破波斯左翼陣列。更重要的是，大流士三世在戰爭末段棄甲逃離戰場，將士們頓時軍心散漫，爭相撤退，但在狹長的波斯陣地中難以撤退，被從後追到的馬其頓軍隊屠殺，大流士三世的妻子及母親皆被俘虜。伊蘇斯戰役最終以大流士三世的逃陣告終，奠下波斯逐漸衰亡的道路。

## 戰場位置
戰場在伊蘇斯的南方，靠近今日土耳其伊斯肯德倫（土耳其語中，伊斯肯德倫即亞歷山卓，由亞歷山大紀念這次勝利而建）關於伊蘇斯戰役的戰場位置有些爭論，在伊蘇斯南方有兩條小河，較早的歷史學者認為其中一條小河Deli Çay River是古代所記載的皮納魯斯河。但歷史學者N.G.L. Hammond和A.M. Devine親自考察當地地理，並且依據卡利斯提尼對戰場的描述和記載的雙方進軍距離，也參考西西里的狄奧多羅斯提供的史料。並認為另一條小河Payas River才是真正的戰場位置，而且認為當地依然保持當年古代的描述，在這裡從海邊到群山間的平地僅寬約2.6公里，使大流士無法利用它軍隊的數量優勢。

## 背景

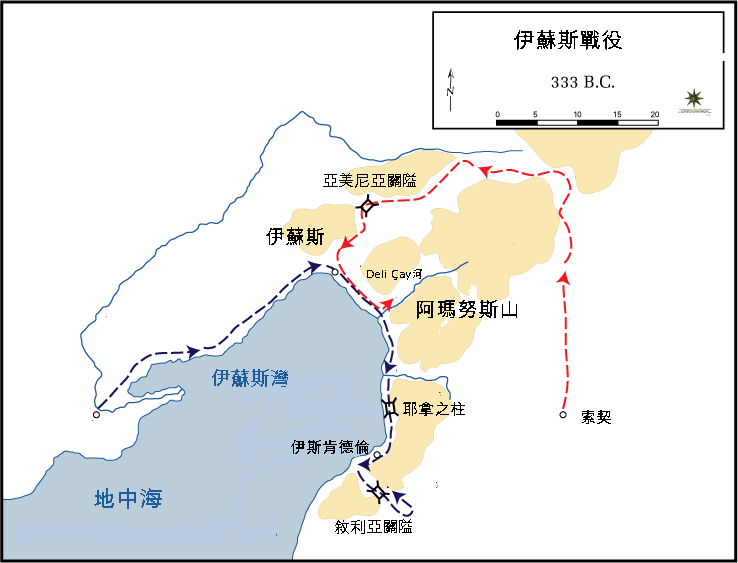
波斯和馬其頓雙方戰前進軍路線.

亞歷山大大帝於前334年進軍亞洲，並於格拉尼庫斯河戰役擊敗當地波斯總督們的軍隊，之後，亞歷山大佔領整個小亞細亞。當亞歷山大於塔爾索聽到波斯大流士三世在巴比倫聚集了一支龐大軍隊，並認為大流士如果率軍接近伊蘇斯海灣，波斯軍隊將可以利用地中海的制海權，依靠著法那巴佐斯的艦隊來切斷亞歷山大的補給線。因此，馬其頓聯軍停留在塔爾索一段時間，加上此時亞歷山大染上重病，而帕曼紐受命攻占伊蘇斯附近的敘利亞隘口。在11月，亞歷山大得到波斯大軍進入敘利亞的報告，並停留在索契。於是亞歷山大把散開的大軍集結起來，並朝伊蘇斯南方的敘利亞隘口進軍。
大流士三世在索契等候亞歷山大多時而不耐煩，並決定放棄事先選定的戰場，前往與亞歷山大決戰。大流士得知伊蘇斯南方附近的敘利亞隘口已落入帕曼紐的手中，因此選擇北方的小路進軍，出其不意奪下伊蘇斯，並俘虜馬其頓留下的傷兵和病員，這局面讓波斯軍出現在馬其頓軍後方，並成功切斷馬其頓軍的補給線。大流士三世命人把馬其頓傷兵雙手砍下，讓他們回去通風報信，接著大流士朝伊蘇斯南方進軍。當亞歷山大得知大流士繞到他的後方，起初並不相信，直到再度確認大流士所在位置後，凌晨才開始回軍並成戰鬥隊行前進。當大流士得知亞歷山大正在回軍北上，決定在皮納魯斯河河口這個狹小海岸邊展開決戰。

## 動機

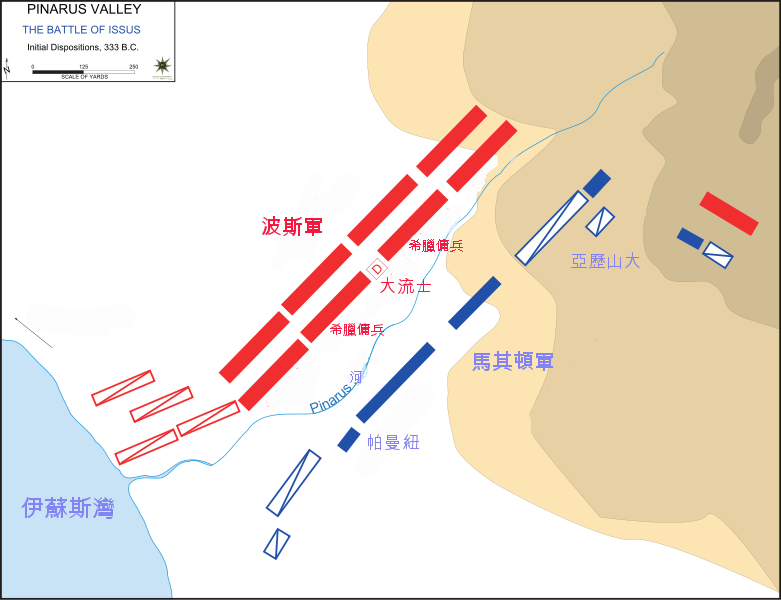
戰役初期陣列.

關於亞歷山大和大流士雙方在戰前進軍的動機頗有爭議。從古典上，認為大流士是等了不耐煩才離開有利的戰場，加上身旁的人向大流士奉承，使大流士相信亞歷山大不敢向他挑戰，甚至有人向大流士說，只用波斯的騎兵就可消滅馬其頓軍，這些話使大流士做出錯誤判斷，把部隊引入這個狹小的地方，又因海邊到群山間的平地僅寬約2.6公里，波斯的騎兵將無法發揮優勢，龐大的弓兵和標槍兵也無法顯現應有的效果。
然而，一個有力且令人信服的現代觀點，依據羅馬史家魯夫斯（curtius rufus）記載推論，認為大流士是被迫離開索契，前往亞歷山大屬意的戰場上決戰，因為附近腓尼基城市在亞歷山大到達奇里乞亞時就出現動盪，使波斯龐大的軍隊將會在冬季出現補給問題。而亞歷山大可能在參謀或帕曼紐建議下採取守勢，這使得大流士不得不盡快進行決戰，而把波斯大軍帶入狹小的地形。之後，亞歷山大認為大流士將會從伊蘇斯南方的阿瑪努斯山區域，通過路徑較短且較快的敘利亞隘口前來，於是亞歷山大在隘口西邊15公里處的邁利昂得鲁斯（Myriandrus）紮營，準備在波斯軍通過敘利亞隘口後，當波斯軍轉向北方進軍時進行攻擊，因為在那狹小的道路中波斯軍隊形必定會凌亂且不嚴整。然而，大流士沒有採用南方的道路，而是選擇北方的小路進軍，成功切斷馬其頓軍的補給線，迫使亞歷山大決戰。當大流士得知亞歷山大正在回軍北上，這才採取守勢，準備以逸待勞。
另外尚有的論點，包含大流士離開索契是擔心亞歷山大拒絕迎戰，並企圖據守阿瑪努斯山各個山口，然後揮師南下攻打波斯海軍來源的腓尼基，再加上大流士得知帕曼紐率軍於敘利亞隘口附近紮營，更加深這個判斷，於是大流士因此前去與亞歷山大決戰。

## 人數

### 波斯軍
| 單位               | 數量    |
| ------------------ | ------- |
| 輕裝步兵和其他部隊 | 69,000  |
| 波斯不死軍         | 10,000  |
| 希臘重裝步兵       | 10,000  |
| 騎兵               | 11,000  |
| 總計               | 100,000 |

現代歷史學家認為阿利安所記載的波斯軍數量共有60萬人太不合理，並估計大流士的軍隊在25,000名到10萬名之間。這10萬名其中包含11,000名騎兵、10,000名波斯長生軍和10,000名希臘重裝步兵。
在古代文獻中，阿利安和普魯塔克記載波斯軍的數量高達60萬，而西西里的狄奧多羅斯和查士丁認為波斯軍的數量約40萬，而魯夫斯則是認為有25萬。

### 馬其頓聯軍
馬其頓軍隊的數量不超過40,000人，其中包含亞歷山大領導的希臘城邦同盟軍，馬其頓軍隊可能由22,000名馬其頓方陣和希臘重裝步兵、13,000名輕裝步兵以及5,850名騎兵組成。

## 部署
亞歷山大特別命令左翼部隊要緊臨海岸前進，以免波斯藉著數量優勢來進行包抄。當進軍的地形越來越開闊時，亞歷山大命令尼卡諾爾率領持盾衛隊部署於右翼前方，而夥友騎兵和色薩利騎兵也置於右翼，中央是馬其頓方陣，左翼還包含希臘同盟軍，並由帕曼紐指揮。全軍以戰鬥隊形逐漸向波斯軍靠近。
而大流士先派出騎兵和輕裝部隊正對於皮拉穆斯河，來掩護後方的部隊調動部署。大流士把他的騎兵和鐵甲騎兵於右翼的岸邊，並把希臘僱傭軍置於中央，來對抗馬其頓方陣。並在中央兩翼部署半重裝卡爾達克（Kardakes或cardaces）部隊，但由於地形狹小的關係，使波斯左翼部隊一直延伸到山地去，甚至有些輕裝部隊往馬其頓軍右翼後方延伸過去，這使得波斯軍的陣列形似希臘字母, " Γ "。而剩下的波斯軍已經沒有空間可配置，遂部署於大隊後方。而大流士遵守歷代波斯國王的傳統，和他的衛隊親自坐鎮的全軍中央位置。當部署完畢後，大流士把前方的騎兵大部份撤到波斯軍右翼去，主要是左翼地形難讓騎兵展開。

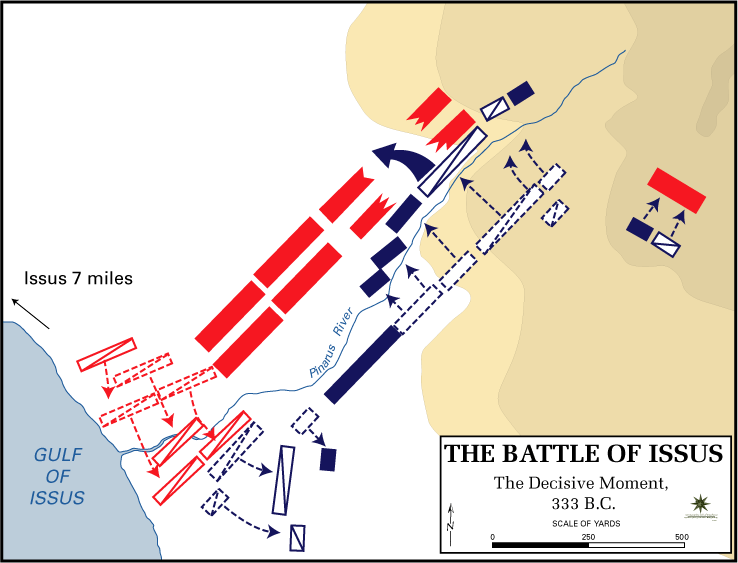
亞歷山大決定性打擊.

當亞歷山大看到大流士集中騎兵於波斯軍右翼之後，擔心自身左翼只有一些希臘同盟騎兵，可能難以招架。於是亞歷山大命色薩利騎兵前往左翼，並從步兵方陣後方通過，以免敵軍發覺。另外，亞歷山大認為波斯軍延伸到自軍右翼後方的敵軍極有威脅性，命右翼一部分部隊朝後方展開，使右翼形成兩股，一股面對河對面的波斯軍主力，另一股朝向右後方小山上的敵軍。亞歷山大還從中央調度一些部隊加強右翼，並把右翼延伸，以防被波斯軍包抄。

## 戰鬥
在佈署好部隊後，亞歷山大大帝繼續率領全軍前進，但時而前進時而停下。而波斯軍固守在河岸上的陣地，河岸大至上較陡峭，波斯軍還在一些易於突破的地方還加設柵欄。
亞歷山大慢慢帶著全軍前進，當進入波斯弓箭射程後，右翼開始全力往前衝鋒，來減少波斯排箭所造成的損失。亞歷山大帶著右翼夥友騎兵和持盾衛隊迅速渡河，向波斯軍左翼發動突擊，並使波斯軍左翼撕裂成一個缺口，迫使波斯左翼節節後撤。這時因為亞歷山大帶著右翼迅速渡河的關係，中央的部隊並沒有緊臨跟上，讓中央的方陣露出一個缺口。佈於波斯軍前方的希臘雇傭軍迅速朝這個缺口衝鋒，加上雇傭軍企圖突破馬其頓中央陣列來挽回自軍左翼的失利，使得戰鬥異常激烈。而在馬其頓軍左翼情形，因數量龐大的波斯騎兵主動渡河，朝馬其頓左翼的色薩利騎兵和希臘同盟騎兵進行衝鋒，讓這邊的帕曼紐苦苦支撐。
很快的，亞歷山大的右翼部隊擊潰波斯左翼，波斯陣列因此斷了兩半。接著，一部分右翼朝波斯左翼外圍部隊包抄，另一部分在亞歷山大率領下朝大流士三世所在的中央方陣進逼，使波斯中央方陣遭到兩面夾擊，大流士也在兵荒馬亂中逃亡。因為自軍中央方陣遭受希臘雇傭軍打擊，陷入困境，亞歷山大無法立即追擊大流士，他只得立刻率軍回頭救援，並從希臘雇傭軍的後方襲擊，使希臘雇傭軍逐漸潰散。大流士和希臘雇傭軍的潰敗引發波斯全軍崩潰，在馬其頓右翼的波斯騎兵倉皇逃遁，但因鐵甲騎兵的盔甲太重而疲憊不堪，使得色薩利騎兵在後面大量砍殺，敗兵也因狹路關係互相賤踏。波斯軍撤退相當混亂，戰後，據參與追擊的托勒密描述，當時追趕敗兵的馬其頓士兵半路中遇到一條深溝，裡面都是波斯將士的屍體。

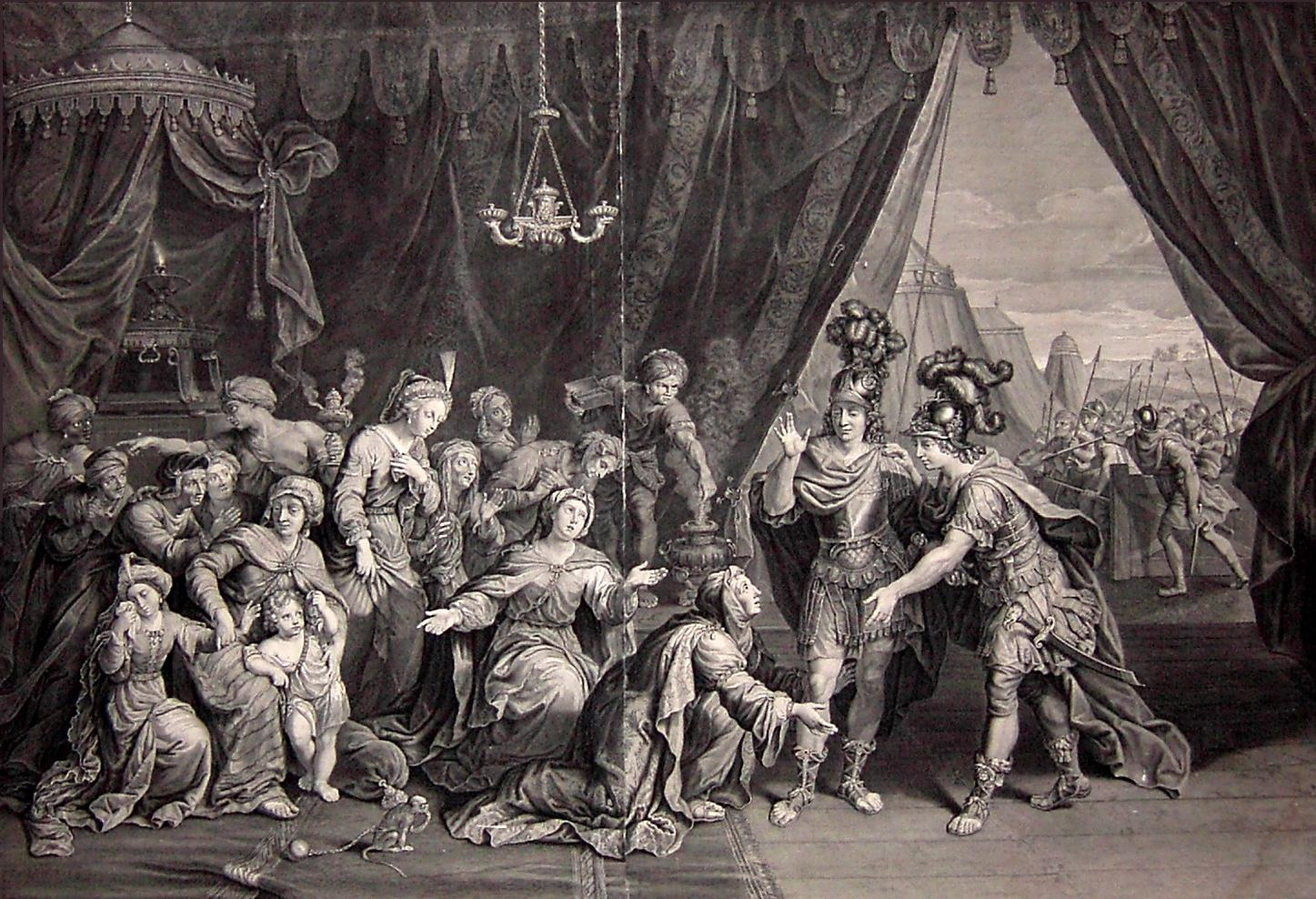
亞歷山大接見大流士家眷

亞歷山大直到確保戰役勝利後才開始追擊大流士，加上天色已黑，只好收兵回營，但俘獲大流士的戰車、斗篷、弓和盾牌。除此之外，馬其頓軍還攻占大流士的營地，俘虜大流士的母親、妻子和兒女。

## 戰後
亞歷山大對大流士的母親絲毫不敢怠慢，並對她們以禮相待。據說當戰後第二天，亞歷山大帶著赫費斯提翁接見大流士母親時，大流士母親以為高大的赫費斯提翁就是亞歷山大本人，但亞歷山大並沒有怪罪她，只告訴她說：「赫費斯提翁也是亞歷山大」。可看出亞歷山大對於大流士家眷的同情和戰友的信任。而根據普魯塔克描述，大流士的妻子是全波斯最美麗的女子，女兒也長得像她的母親，亞歷山大也克制住自己，沒有接近她們。
伊蘇斯戰役戰役後，亞歷山大命帕曼紐率兵急進奪取大馬士革，在那獲得波斯大筆財寶，並使腓尼基城邦西頓倒向亞歷山大。而當斯巴達國王亞基斯三世搭上一艘三列槳座戰船前往愛琴海某處，與波斯艦隊指揮官法那巴佐斯和奧托弗拉達提斯商討反馬其頓的合作計畫時，這時波斯在伊蘇斯戰役大敗的消息傳來，法那巴佐斯立即打消入侵伯羅奔尼撒的計畫，使合作破局。因此戰役結果免除波斯入侵希臘的可能，也奠下波斯逐漸衰亡的道路。

## 腳注
1. 1 2 3 4 5  Moerbeek (1997).[页码请求]
2. ↑  Clark, Jessica H.; Turner, Brian. . BRILL. 2017: 78  [30 August 2019]. ISBN 9789004355774 （英语）.
3. ↑  .   [19 August 2016]. （原始内容存档于16 October 2007）.
4. ↑  Welman.
5. ↑  庫爾提烏斯·魯福斯也說，除了約4,500人受傷，150名馬其頓人戰死，302人失蹤，這意味著軍隊損失了超過十分之一的士兵
6. 1 2  Barry Potter. . HistoryNet. September 30, 2018  [August 18, 2019]. （原始内容存档于2022-01-27）.
7. ↑  .   [2016-05-18]. （原始内容存档于2017-01-05）.
8. ↑   阿利安, 《亞歷山大遠征記》 卷二 p.064。
9. ↑   阿利安, 《亞歷山大遠征記》 卷二 p.063。
10. 1 2  Engels (1920)和Green (1990)估計伊蘇斯戰役中，大流士軍隊人數不可能超過10萬，因為當時後勤上不太可能維持這麼龐大的軍隊。
11. ↑  Delbrück (1978)估計伊蘇斯戰役中，波斯軍人數僅25,000名.
12. ↑  歷史學者A.M Devine認為希臘雇傭軍約有12,000名。
13. ↑   阿利安, 《亞歷山大遠征記》 卷二 p.066。
14. ↑   阿利安, 《亞歷山大遠征記》 卷二 p.067。
15. ↑   阿利安, 《亞歷山大遠征記》 卷二 p.069。
16. ↑   阿利安, 《亞歷山大遠征記》 卷二 p.071。
17. ↑   這意思可能指的是亞歷山大這個名字的語源，即人類的保護者
18. ↑  普魯塔克,《希臘羅馬英豪列傳:亞歷山大》 p.1214。

### 古代文獻
- 阿利安，《亞歷山大遠征記》，台灣商務印書館，ISBN 957-05-1703-4
- 普魯塔克，《希臘羅馬英豪列傳》，聯經出版公司，ISBN 978-957-08-3373-7
- 西西里的狄奧多羅斯，《歷史叢書》
- 昆圖斯·庫爾提烏斯·魯夫斯 《亞歷山大史略》
- 查士丁 Historiarum Philippicarum libri XLIV.

### 現代文獻
- Delbrück, Hans (1920). History of the Art of War. University of Nebraska Press. Reprint edition, 1990. Translated by Walter, J. Renfroe. 4 Volumes.
- Engels, Donald W. (1978). Alexander the Great and the Logistics of the Macedonian Army. Berkeley/Los Angeles/London.
- 富勒 (1960). The Generalship of Alexander the Great. New Jersey: De Capo Press.
- Peter Green, (1990). Alexander to Actium: The Historical Evolution of the Hellenistic Age, (2nd edition). Los Angeles: University of California Press. ISBN 0-500-01485-X.
- Moerbeek, Martijn (1997). 伊蘇斯戰役, 前333年. （页面存档备份，存于） 特文特大学.
- Rogers, Guy (2004). Alexander: The Ambiguity of Greatness. New York: Random House.
- Warry, J. (1998), Warfare in the Classical World. ISBN 1-84065-004-4.
- Welman, Nick. 軍隊. 方堤斯專業大學.
- 《地中海的秩序》，華東師範大學出版社，ISBN 978-7-5617-5113-8